# Torneo WTA de Stuttgart
El Torneo de Stuttgart, por razones de patrocinio Porsche Tennis Grand Prix, es un torneo de tenis dentro del calendario de la WTA. Desde 2005 se disputa en el Porsche-Arena en Stuttgart, Alemania (hasta 2005 se disputaba en Filderstadt, un suburbio al sur de la ciudad). Este torneo se lleva a cabo desde 1978, convirtiéndolo en el torneo femenino de tenis bajo techo más antiguo de Europa. La ganadora además del premio económico recibe de parte del patrocinador un vehículo deportivo, el Porsche Taycan Turbo S Sport Turismo.
Hasta 2008 se disputaba en cancha dura bajo techo en otoño, pero a partir de la temporada 2009 cambió de superficie para jugarse en tierra batida bajo techo (el primer torneo WTA en cambiar a esta superficie) durante el mes de abril como preparación para el Torneo de Roland Garros.
Es catalogado como uno de los torneos femeninos más atractivos del circuito y dentro de sus ganadoras se incluyen ganadoras de Grand Slam, así como n.º 1 del mundo. Martina Navratilova mantiene el récord de más títulos en individuales, con 6 entre 1982 y 1992, además de 8 títulos en dobles. Tracy Austin y Martina Hingis están en segunda ubicación con 4 títulos individuales, seguidas por Lindsay Davenport y María Sharápova con 3 títulos.

## Campeonas

### Individual
| En Filderstadt: |                                                |                                                |                                                |                                                |                                                |
| 1978            | Tracy Austin                                   | Betty Stöve                                    | 6-3, 6-3                                       |                                                |                                                |
| 1979            | Tracy Austin                                   | Martina Navrátilová                            | 6-3, 6-2                                       |                                                |                                                |
| 1980            | Tracy Austin                                   | Sherry Acker                                   | 6-2, 7-5                                       |                                                |                                                |
| 1981            | Tracy Austin                                   | Martina Navrátilová                            | 4-6, 6-3, 6-4                                  |                                                |                                                |
| 1982            | Martina Navratilova                            | Tracy Austin                                   | 6-3, 6-3                                       |                                                |                                                |
| 1983            | Martina Navratilova                            | Catherine Tanvier                              | 6-1, 6-2                                       |                                                |                                                |
| 1984            | Catarina Lindqvist                             | Steffi Graf                                    | 6-1, 6-4                                       |                                                |                                                |
| 1985            | Pam Shriver                                    | Catarina Lindqvist                             | 6-1, 7-5                                       |                                                |                                                |
| 1986            | Martina Navratilova                            | Hana Mandlíková                                | 6-2, 6-3                                       |                                                |                                                |
| 1987            | Martina Navratilova                            | Chris Evert                                    | 7-5, 6-1                                       |                                                |                                                |
| 1988            | Martina Navratilova                            | Chris Evert                                    | 6-2, 6-3                                       |                                                |                                                |
| 1989            | Gabriela Sabatini                              | Mary Joe Fernández                             | 7-6, 6-4                                       |                                                |                                                |
| 1990            | Mary Joe Fernández                             | Barbara Paulus                                 | 6-1, 6-3                                       |                                                |                                                |
| 1991            | Anke Huber                                     | Martina Navratilova                            | 2-6, 6-2, 7-6                                  |                                                |                                                |
| 1992            | Martina Navratilova                            | Gabriela Sabatini                              | 7-6, 6-3                                       |                                                |                                                |
| 1993            | Mary Pierce                                    | Natasha Zvereva                                | 6-3, 6-3                                       |                                                |                                                |
| 1994            | Anke Huber                                     | Mary Pierce                                    | 6-4, 6-2                                       |                                                |                                                |
| 1995            | Iva Majoli                                     | Gabriela Sabatini                              | 6-4, 7-6(4)                                    |                                                |                                                |
| 1996            | Martina Hingis                                 | Anke Huber                                     | 6-2, 3-6, 6-3                                  |                                                |                                                |
| 1997            | Martina Hingis                                 | Lisa Raymond                                   | 6-4, 6-2                                       |                                                |                                                |
| 1998            | Sandrine Testud                                | Lindsay Davenport                              | 7-5, 6-3                                       |                                                |                                                |
| 1999            | Martina Hingis                                 | Mary Pierce                                    | 6-4, 6-1                                       |                                                |                                                |
| 2000            | Martina Hingis                                 | Kim Clijsters                                  | 6-0, 6-3                                       |                                                |                                                |
| 2001            | Lindsay Davenport                              | Justine Henin                                  | 7-5, 6-4                                       |                                                |                                                |
| 2002            | Kim Clijsters                                  | Daniela Hantuchová                             | 4-6, 6-3, 6-4                                  |                                                |                                                |
| 2003            | Kim Clijsters                                  | Justine Henin                                  | 5-7, 6-4, 6-2                                  |                                                |                                                |
| 2004            | Lindsay Davenport                              | Amélie Mauresmo                                | 6-2, ret.                                      |                                                |                                                |
| 2005            | Lindsay Davenport                              | Amélie Mauresmo                                | 6-2, 6-4                                       |                                                |                                                |
| En Stuttgart:   |                                                |                                                |                                                |                                                |                                                |
| 2006            | Nadia Petrova                                  | Tatiana Golovin                                | 6-3, 7-6(4)                                    |                                                |                                                |
| 2007            | Justine Henin                                  | Tatiana Golovin                                | 2-6, 6-2, 6-1                                  |                                                |                                                |
| 2008            | Jelena Janković                                | Nadia Petrova                                  | 6-4, 6-3                                       |                                                |                                                |
| 2009            | Svetlana Kuznetsova                            | Dinara Sáfina                                  | 6-4, 6-3                                       |                                                |                                                |
| 2010            | Justine Henin                                  | Samantha Stosur                                | 6-4, 2-6, 6-1                                  |                                                |                                                |
| 2011            | Julia Görges                                   | Caroline Wozniacki                             | 7-6(3), 6-3                                    |                                                |                                                |
| 2012            | María Sharápova                                | Victoria Azarenka                              | 6-1, 6-4                                       |                                                |                                                |
| 2013            | María Sharápova                                | Na Li                                          | 6-4, 6-3                                       |                                                |                                                |
| 2014            | María Sharápova                                | Ana Ivanović                                   | 3-6, 6-4, 6-1                                  |                                                |                                                |
| 2015            | Angelique Kerber                               | Caroline Wozniacki                             | 3-6, 6-1, 7-5                                  |                                                |                                                |
| 2016            | Angelique Kerber                               | Laura Siegemund                                | 6-4, 6-0                                       |                                                |                                                |
| 2017            | Laura Siegemund                                | Kristina Mladenovic                            | 6-1, 2-6, 7-6(5)                               |                                                |                                                |
| 2018            | Karolína Plíšková                              | Coco Vandeweghe                                | 7-6(2), 6-4                                    |                                                |                                                |
| 2019            | Petra Kvitová                                  | Anett Kontaveit                                | 6-3, 7-6(2)                                    |                                                |                                                |
| 2020            | No disputado debido a la Pandemia de COVID-19. | No disputado debido a la Pandemia de COVID-19. | No disputado debido a la Pandemia de COVID-19. | No disputado debido a la Pandemia de COVID-19. | No disputado debido a la Pandemia de COVID-19. |
| 2021            | Ashleigh Barty                                 | Aryna Sabalenka                                | 3-6, 6-0, 6-3                                  |                                                |                                                |
| 2022            | Iga Świątek                                    | Aryna Sabalenka                                | 6-2, 6-2                                       |                                                |                                                |
| 2023            | Iga Świątek                                    | Aryna Sabalenka                                | 6-3, 6-4                                       |                                                |                                                |
| 2024            | Elena Rybakina                                 | Marta Kostyuk                                  | 6-2, 6-2                                       |                                                |                                                |
| 2025            | Jeļena Ostapenko                               | Aryna Sabalenka                                | 6-4, 6-1                                       |                                                |                                                |

### Dobles
| En Filderstadt: |                                                |                                                |                                                |                                                |                                                |
| 1978            | Tracy Austin Betty Stöve                       | Mima Jaušovec Virginia Ruzici                  | 6-3, 6-3                                       |                                                |                                                |
| 1979            | Billie Jean King Martina Navrátilová           | Betty Stöve Wendy Turnbull                     | 6-3, 6-3                                       |                                                |                                                |
| 1980            | Hana Mandliková Betty Stöve                    | Kathy Jordan Anne Smith                        | 6-4, 7-5                                       |                                                |                                                |
| 1981            | Mima Jaušovec Martina Navrátilová              | Barbara Potter Anne Smith                      | 6-4, 6-1                                       |                                                |                                                |
| 1982            | Martina Navrátilová Pam Shriver                | Candy Reynolds Anne Smith                      | 6-2, 6-3                                       |                                                |                                                |
| 1983            | Martina Navrátilová Candy Reynolds             | Virginia Ruzici Catherine Tanvier              | 6-2, 6-1                                       |                                                |                                                |
| 1984            | Claudia Kohde Kilsch Helena Suková             | Bettina Bunge Eva Pfaff                        | 6-2, 4-6, 6-3                                  |                                                |                                                |
| 1985            | Hana Mandliková Pam Shriver                    | Carina Karlsson Tine Scheuer-Larsen            | 6-2, 6-1                                       |                                                |                                                |
| 1986            | Martina Navrátilová Pam Shriver                | Zina Garrison Gabriela Sabatini                | 7-6(5), 6-4                                    |                                                |                                                |
| 1987            | Martina Navrátilová Pam Shriver                | Zina Garrison Lori McNeil                      | 6-1, 6-2                                       |                                                |                                                |
| 1988            | Martina Navrátilová Iwona Kuczyńska            | Elna Reinach Raffaella Reggi                   | 6-1, 6-4                                       |                                                |                                                |
| 1989            | Gigi Fernández Robin White                     | Elna Reinach Raffaella Reggi                   | 6-4, 7-6(2)                                    |                                                |                                                |
| 1990            | Mary Joe Fernández Zina Garrison               | Mercedes Paz Arantxa Sánchez Vicario           | 7-5, 6-3                                       |                                                |                                                |
| 1991            | Martina Navrátilová Jana Novotná               | Pam Shriver Natalia Zvereva                    | 6-2, 5-7, 6-4                                  |                                                |                                                |
| 1992            | Arantxa Sánchez Vicario Helena Suková          | Pam Shriver Natalia Zvereva                    | 6-4, 7-5                                       |                                                |                                                |
| 1993            | Gigi Fernández Natalia Zvereva                 | Patty Fendick Martina Navrátilová              | 7-6(6), 6-4                                    |                                                |                                                |
| 1994            | Gigi Fernández Natasha Zvereva                 | Manon Bollegraf Larisa Savchenko               | 7-6(5), 6-4                                    |                                                |                                                |
| 1995            | Gigi Fernández Natasha Zvereva                 | Meredith McGrath Larisa Savchenko              | 5-7, 6-1, 6-4                                  |                                                |                                                |
| 1996            | Nicole Arendt Jana Novotná                     | Martina Hingis Helena Suková                   | 6-2, 6-3                                       |                                                |                                                |
| 1997            | Martina Hingis Arantxa Sánchez Vicario         | Lindsay Davenport Jana Novotná                 | 7-6(4), 3-6, 7-6(3)                            |                                                |                                                |
| 1998            | Lindsay Davenport Natasha Zvereva              | Anna Kournikova Arantxa Sánchez Vicario        | 6-4, 6-2                                       |                                                |                                                |
| 1999            | Chanda Rubin Sandrine Testud                   | Larisa Savchenko Arantxa Sánchez Vicario       | 6-3, 6-4                                       |                                                |                                                |
| 2000            | Martina Hingis Anna Kúrnikova                  | Arantxa Sánchez Vicario Barbara Schett         | 6-4, 6-2                                       |                                                |                                                |
| 2001            | Lindsay Davenport Lisa Raymond                 | Justine Henin Meghann Shaughnessy              | 6-4, 6-7(4), 7-5                               |                                                |                                                |
| 2002            | Lindsay Davenport Lisa Raymond                 | Meghann Shaughnessy Paola Suárez               | 6-2, 6-4                                       |                                                |                                                |
| 2003            | Lisa Raymond Rennae Stubbs                     | Cara Black Martina Navrátilová                 | 6-2, 6-4                                       |                                                |                                                |
| 2004            | Cara Black Rennae Stubbs                       | Anna Lena Groenefeld Julia Schruff             | 6-3, 6-2                                       |                                                |                                                |
| 2005            | Daniela Hantuchová Anastasía Mýskina           | Květa Peschke Francesca Schiavone              | 6-0, 3-6, 7-5                                  |                                                |                                                |
| En Stuttgart:   |                                                |                                                |                                                |                                                |                                                |
| 2006            | Lisa Raymond Samantha Stosur                   | Cara Black Rennae Stubbs                       | 6-3, 6-4                                       |                                                |                                                |
| 2007            | Květa Peschke Rennae Stubbs                    | Yung-Jan Chan Dinara Sáfina                    | 6-7(5), 7-6(4), [10-2]                         |                                                |                                                |
| 2008            | Anna Lena Groenefeld Patty Schnyder            | Květa Peschke Rennae Stubbs                    | 6-2, 6-4                                       |                                                |                                                |
| 2009            | Bethanie Mattek-Sands Nadia Petrova            | Gisela Dulko Flavia Pennetta                   | 5-7, 6-3, [10-7]                               |                                                |                                                |
| 2010            | Gisela Dulko Flavia Pennetta                   | Květa Peschke Katarina Srebotnik               | 3-6, 7-6(3), [10-5]                            |                                                |                                                |
| 2011            | Sabine Lisicki Samantha Stosur                 | Kristina Barrois Jasmin Wöhr                   | 6-1, 7-6(5)                                    |                                                |                                                |
| 2012            | Iveta Benešová Barbora Záhlavová-Strýcová      | Julia Görges Anna-Lena Grönefeld               | 6-4, 7-5                                       |                                                |                                                |
| 2013            | Mona Barthel Sabine Lisicki                    | Bethanie Mattek-Sands Sania Mirza              | 6-4, 7-5                                       |                                                |                                                |
| 2014            | Sara Errani Roberta Vinci                      | Cara Black Sania Mirza                         | 6-2, 6-3                                       |                                                |                                                |
| 2015            | Bethanie Mattek-Sands Lucie Šafářová           | Caroline Garcia Katarina Srebotnik             | 6-4, 6-3                                       |                                                |                                                |
| 2016            | Caroline Garcia Kristina Mladenovic            | Martina Hingis Sania Mirza                     | 2-6, 6-1, [10-6]                               |                                                |                                                |
| 2017            | Raquel Atawo Jeļena Ostapenko                  | Abigail Spears Katarina Srebotnik              | 6-4, 6-4                                       |                                                |                                                |
| 2018            | Raquel Atawo Anna-Lena Grönefeld               | Nicole Melichar Květa Peschke                  | 6-4, 6-7(5), [10-5]                            |                                                |                                                |
| 2019            | Mona Barthel Anna-Lena Friedsam                | Anastasia Pavlyuchenkova Lucie Šafářová        | 2-6, 6-3, [10-6]                               |                                                |                                                |
| 2020            | No disputado debido a la Pandemia de COVID-19. | No disputado debido a la Pandemia de COVID-19. | No disputado debido a la Pandemia de COVID-19. | No disputado debido a la Pandemia de COVID-19. | No disputado debido a la Pandemia de COVID-19. |
| 2021            | Ashleigh Barty Jennifer Brady                  | Desirae Krawczyk Bethanie Mattek-Sands         | 6-4, 5-7, [10-5]                               |                                                |                                                |
| 2022            | Desirae Krawczyk Demi Schuurs                  | Cori Gauff Shuai Zhang                         | 6-3, 6-4                                       |                                                |                                                |
| 2023            | Desirae Krawczyk Demi Schuurs                  | Nicole Melichar Giuliana Olmos                 | 6-4, 6-1                                       |                                                |                                                |
| 2024            | Hao-Ching Chan Veronika Kudermétova            | Ulrikke Eikeri Ingrid Neel                     | 4-6, 6-3, [10-2]                               |                                                |                                                |
| 2025            | Gabriela Dabrowski Erin Routliffe              | Ekaterina Alexandrova Shuai Zhang              | 6-3, 6-3                                       |                                                |                                                |